# Фридугис
Фридуги́с (лат. Fredegisus; конец VIII века, Англия — 834, Тур) — монах, учитель и писатель Раннего Средневековья; канцлер (с 819 года) императора Франкского государства Людовика I Благочестивого.
Он был любимым учеником Алкуина и одним из основателей Schola palatina в Ахене. Известен в школе при дворе Карла Великого, принимал участие в полемиках, в том числе против Агобарда. Сочинил несколько поэм и короткий трактат в эпистолярной форме «О природе ничто и тьмы» (лат. De substantia nihili et tenebrarum; 804 год). Идею трактата в использовании диалектического метода впоследствии развили схоласты Пьер Абеляр, Александр Гэльсский и Фома Аквинский.
Фридугис был аббатом нескольких крупных франкских монастырей: Сен-Мартен-де-Тура (стал здесь в 804 году преемником Алкуина) и Ситью. В 820 году разделил владения последнего, поселив в аббатстве Сен-Бертин монахов-бенедиктинцев, а в Сент-Омере — каноников.